# Alsodes norae
Alsodes norae Cuevas, 2008 è una specie di anfibi anuri appartenente alla famiglia Alsodidae.